# Sarah Ditum
Sarah Ditum es una columnista de opinión y escritora independiente británica cuyo trabajo ha aparecido en publicaciones como The Guardian, New Statesman, The Times y UnHerd. Ella reside en Bath. La escritura de Ditum ha cubierto temas que incluyen la violencia contra la mujer, identidad de género, crianza de los hijos, política parlamentaria británica, y la cultura de la cancelación. También escribe reseñas periódicas de libros. En 2021, Fleet adquirió el libro de Ditum Upskirt Decade: Women, Fame and The Noughties, cuyo lanzamiento está programado para 2023.

## Controversia
Ditum ha sido criticada por sus puntos de vista sobre cuestiones transgénero, que ha expresado en plataformas de medios como un panel de debate televisado de 2018 organizado como parte de la temporada de programación de Genderquake en Channel 4, apareciendo junto a Germaine Greer, Munroe Bergdorf y Caitlyn Jenner. En 2019, Ditum escribió un artículo para The Stage expresando su opinión de que la introducción de inodoros unisex para clientes en el Old Vic es perjudicial para las mujeres, artículo que luego se eliminó del sitio web de la publicación luego de una reacción violenta. Hablando con Press Gazette sobre el incidente, Ditum declaró: «The Stage lo quitó (y la pieza complementaria) en respuesta a las quejas sobre mí, sin advertirme, dando así crédito a las falsas acusaciones en mi contra, pero lo que es más importante, negando la cobertura a un cuestión fundamental del acceso de las mujeres al espacio público».

## Vida personal
Ditum se identifica como bisexual. Según una columna que escribió en New Statesman, cuando se casó con su esposo tomó su apellido «Ditum» para mejorar el posicionamiento en buscadores de su nombre.